# Bing Xin
Bing Xin, (in Cinese 冰心) (Fuzhou, 5 ottobre 1900 – Fuzhou, 28 febbraio 1999), è stata una scrittrice e poetessa cinese, anche autrice di romanzi per ragazzi.

## Biografia
Nata nella provincia del Fujian il 5 ottobre 1900, si trasferì all'età di quattro anni con la propria famiglia a Yantai, nello Shandong. Questo trasferimento segnò profondamente il senso dell'estetico di Bing Xin per la bellezza di quella terra. Lesse, all'età di sette anni, i classici della Letteratura cinese, tra i quali Il romanzo dei Tre Regni di Luo Guanzhong. Nel 1913 si trasferì nuovamente, questa volta a Pechino, dove, nel 1919, si scoprì di tendenze patriottiche in seguito alle proteste di quell'anno. Divenne dunque una convinta anti-colonialista e si dedicò, soprattutto all'università, a scrivere articoli contro la dominazione straniera.
Nel 1923 si laureò con il massimo dei voti e vinse una borsa di studio per il Wellesley College (Massachusetts). Anche negli Stati Uniti ebbe successo: nel 1926 prese la laurea in Letteratura. Il lungo soggiorno nel Nordamerica le permise di avere una mentalità più aperta, nonostante vedesse di buon occhio soprattutto il Comunismo e fosse una convinta femminista. Ritornata in Cina lavorò come insegnante alla sua vecchia università sino al 1936. Nel 1929 sposò l'antropologo Wu Wenzao, che aveva anch'esso studiato in America. Forte dell'appoggio del marito viaggiò molto per il mondo, visitando l'Europa e frequentando prestigiosi circoli letterari; in uno di questi viaggi conobbe la scrittrice britannica Virginia Woolf, forse la più importante del XX secolo.
Nell'ultima parte della sua vita, Bing Xin visse e insegnò prima in Giappone, poi nuovamente in Patria, dove da tempo era nota per la propria attività letteraria. Scrisse diversi romanzi e poesie e tradusse soprattutto le opere del Premio Nobel per la Letteratura indiano Rabindranath Tagore.